# Stuart Townsend
Stuart Townsend (Howth, 1972.  december 15. –) ír színész, filmrendező.
Ismertebb alakításai közé tartozik Lestat de Lioncourt A kárhozottak királynője (2002) és Dorian Gray A szövetség (2003) című filmekben. Rendezőként 2008-ban debütált Seattle öt napja című politikai thrillerével.

## Élete és pályafutása
Édesapja profi golfozó volt. Stuart tanulmányait a dublini Gaiety School of Acting-ban végezte. Első fontosabb szerepét a  Stephen Rea főszereplésével készült Trojan Eddie-ben kapta 23 éves korában. 1997-ben szintén mellékszerepben látható a  Maszk nélkül című angol játékfilmben. Ebben az évben már az első főszerepét is megkapta a Kóklerek-ben Kate Beckinsale mellett. 1998-ban a kritikusok is felfigyelnek rá a Rettegés Belfastban című filmdrámában nyújtott alakításának köszönhetően. Egy évvel később  Ian Holm és Noah Taylor társaságában szerepelt  A sátán mágusa című misztikus filmben.
2000-ben Frances O’Connor-t és Kate Hudson-t csábította el a Hódító Adam című ír-angol koprodukcióban. 2002-ben egy addig számára idegen műfajban, A kárhozottak királynője című horrorfilmben szerepelt, ez volt egyben Townsend első hollywoodi produkciója is. Ezután szintén egy hollywoodi film következett, a Csapdában, melyben  Charlize Theron férjét alakította. Kevin Bacon és Courtney Love is játszott ebben a feszes tempójú thrillerben. 2003-ban egy pókerjátékost, Gabriel Byrne tanítványát játszotta A nagy trükk című filmben. Ezután a Sean Connery nevével fémjelzett A szövetség-ben jutott fontosabb szerephez, Dorian Gray bőrébe bújva. 2005-ben a Pasik, London, szerelem című romantikus vígjátékban alakított főszerepet.

## Filmográfia

### Film
| Év   | Magyar cím               | Eredeti cím                           | Szerep                     | Magyar hang     |
| ---- | ------------------------ | ------------------------------------- | -------------------------- | --------------- |
| 1993 |                          | Godsuit (rövidfilm)                   | John Slattery              |                 |
| 1995 |                          | Summertime (rövidfilm)                | Andrew                     |                 |
| 1996 |                          | Trojan Eddie                          | Dermot                     |                 |
| 1997 | Kóklerek                 | Shooting Fish                         | Jez                        | Kardos Róbert   |
| 1997 | Maszk nélkül             | Under the Skin                        | Tom                        |                 |
| 1998 | Rettegés Belfastban      | Resurrection Man                      | Victor Kelly               |                 |
| 1999 | A sátán mágusa           | Simon Magus                           | Dovid Bendel               |                 |
| 1999 | Csodaország              | Wonderland                            | Tim                        |                 |
| 1999 |                          | The Venice Project                    | Lark / Gippo               |                 |
| 1999 |                          | Mauvaise passe                        | Tom                        |                 |
| 2000 | Hódító Adam              | About Adam                            | Adam                       |                 |
| 2002 | A kárhozottak királynője | Queen of the Damned                   | Lestat de Lioncourt        | Alföldi Róbert  |
| 2002 | Csapdában                | Trapped                               | William Jennings           | Czvetkó Sándor  |
| 2003 | A nagy trükk             | Shade                                 | Vernon                     | Széles László   |
| 2003 | A szövetség              | The League of Extraordinary Gentlemen | Dorian Gray                | Rancsó Dezső    |
| 2004 | Nézz az égre!            | Head in the Clouds                    | Guy Malyon                 | Betz István     |
| 2005 | Pasik, London, Szerelem  | The Best Man                          | Olly Pickering             | Markovics Tamás |
| 2005 | Æon Flux                 | Æon Flux                              | Monican Rebel              |                 |
| 2007 | Káoszelmélet             | Chaos Theory                          | Buddy Endrow               |                 |
| 2008 | Seattle öt napja         | Battle in Seattle                     | rendező és forgatókönyvíró | –               |
| 2013 |                          | A Stranger in Paradise                | Paul                       |                 |
| 2021 |                          | Grace and Grit                        | Ken Wilber                 |                 |
| 2021 |                          | Apache Junction                       | Jericho Ford               |                 |

### Televízió
| Év        | Magyar cím                               | Eredeti cím                       | Szerep                 | Megjegyzések                               |
| --------- | ---------------------------------------- | --------------------------------- | ---------------------- | ------------------------------------------ |
| 2005      | Will és Grace                            | Will & Grace                      | Edward a séf           | 1 epizód                                   |
| 2005–2006 |                                          | Night Stalker                     | Carl Kolchak           | főszereplő (10 epizód)                     |
| 2005–2011 | Robotcsirke                              | Robot Chicken                     | több szereplő (hangja) | 5 epizód                                   |
| 2009      |                                          | Maggie Hill                       | Terrence James         | tévéfilm                                   |
| 2011–2012 |                                          | XIII: The Series                  | XIII                   | főszereplő (26 epizód)                     |
| 2013–2014 |                                          | Betrayal                          | Jack McAllister        | 13 epizód                                  |
| 2015      | Sherlock és Watson                       | Elementary                        | Del Gruner             | 2 epizód                                   |
| 2015      | Salem                                    | Salem                             | Dr. Samuel Wainwright  | - 7 epizód - magyar hangja: - Simon Kornél |
| 2017      | Esküdt ellenségek: Különleges ügyosztály | Law & Order: Special Victims Unit | Declan Trask           | 1 epizód                                   |
| 2021      | Karácsony egy ír kastélyban              | Christmas at Castle Hart          | Aidan Hart gróf        | tévéfilm                                   |